# Donn Pearce
Donn Pearce (ur. 28 września 1928 w Croydon, Pensylwania), jest amerykańskim pisarzem, znanym między innymi poprzez swą książkę Cool Hand Luke, opublikowaną w 1965.

## Życiorys
W wieku szesnastu lat, próbuje dostać się do amerykańskiej marynarki handlowej lecz nie udało się z powodu młodego wieku. Dostaje się do US Army gdzie mu się nie podoba z powodu ciężkich reguł. Dezerteruje trzy dni i wraca po czym zostaje ukarany i wysłany do jednostki wojskowej pieszej, która była gotowa do wyjazdu do Europy. Wtedy, Pearce przyznaje się do tego, ze kłamał o swoim wieku i zostaje wyrzucony. W tym czasie dorósł już do wieku w którym mógł się angażować do marynarki handlowej.
Poprzez podróże zwiedził Mumbaj, Wenecję, Hiszpanię, Danię, Francję i Portugalię. Uczestniczył w handlu fałszywych monet i został zatrzymany w Marsylii. Sąd francuski skazał go na więzienie, z którego udało mu się uciec i dostać się do Włoch gdzie zaangażował się na kanadyjski statek, którym wrócił do Stanów Zjednoczonych.
Zostaje safecrackerem i w 1949 zostaje aresztowany za włamanie. Spędził dwa lata we więzieniu po czym został dziennikarzem free-lance. Pracował między innymi dla gazet takich jak Playboy i Esquire. W 1965 opublikował swoją pierwszą książkę pod tytułem Cool Hand Luke (Nieugięty Luke), którą zaadaptował do kina jako scenarzysta. Film Nieugięty Luke, zrealizowany przez Stuarta Rosenberga w 1967 był prawdziwym sukcesem, za sprawą Paulem Newmanem, który grał Lucasa Luke Jacksona. Można zauważyć Donna Pearce’a w filmie jako marynarza. Po tym sukcesie, Pearce kontynuuje swą karierę pisarza i dziennikarza. Napisał trzy inne książki, ostatnia została opublikowana w 2005 i dotyczy walki w Ardenachz.

## Powieści
- Cool Hand Luke (1965)
- Peir Head Jump (1972)
- Dying in the Sun (1974)
- Nobody Comes Back: A Novel of the Battle of the Bulge  (2005)

## Adaptacja kinowa
- 1967 : Nieugięty Luke (Cool Hand Luke) z Paulem Newmanem, w reżyserii Stuarta Rosenberga.